# Рукописная заглавная M
ℳ — рукописная заглавная латинская буква «M», которая входит в группу «Буквоподобные символы» (англ. Letterlike Symbols) стандарта Юникод и называется «Рукописная заглавная M» (англ. Script capital M); код — U+2133. Используется для представления исторической денежной единицы Германии — марки, а в математике и физике — M-матрицы.

## Начертание
Символ «ℳ» представляет собой рукописную заглавную латинскую букву «M». Конкретное начертание зависит от шрифта, использованного для вывода символа.

## Символ (знак) немецкой марки
Символ «ℳ» используется для представления нескольких исторических, использовавшихся до Второй мировой войны (1939—1945), денежных единиц Германии и носивших название «марка» (нем. Mark). Когда символ используется в этом качестве, варианты его начертания ограничены.
| Денежная единица (на англ. и/или на языке страны эмитента) | Государство (территория) | Период обращения | Варианты краткого представления | Варианты краткого представления | Примеры использования | Примеры использования |
| Денежная единица (на англ. и/или на языке страны эмитента) | Государство (территория) | Период обращения | коды ISO 4217                   | символы                         | на денежных знаках    | на марках             |
| ---------------------------------------------------------- | ------------------------ | ---------------- | ------------------------------- | ------------------------------- | --------------------- | --------------------- |
| Золотая марка (нем. Goldmark)                              | Германская империя       | 1871—1924        | —                               | ℳ • M                           |                       |                       |
| Рентная марка (нем. Rentenmark)                            | Веймарская республика    | 1923—1948        | —                               | ℳ • ℛℳ • M • RM                 |                       |                       |
| Рейхсмарка (нем. Reichsmark)                               | Нацистская Германия      | 1924—1948        | —                               | ℳ • ℛℳ • M • RM                 |                       |                       |

## Символ M-матрицы
В математике и физике символ «ℳ» используется для обозначения M-матрицы.